# Георг Мекленбургский
Георг Фридрих Карл Иосиф Мекленбургский (нем. Georg Friedrich Karl Joseph von Mecklenburg; 12 августа 1779, Ганновер — 6 сентября 1860) — великий герцог Мекленбург-Стрелица в 1816—1860 годах.

## Биография
Георг — третий сын герцога Карла II Мекленбург-Стрелицкого и принцессы Фридерики Каролины Луизы Гессен-Дармштадтской.
На годы правления Георга пришлись положительные изменения в народном образовании, отмена крепостного права и реставрация резиденции Нойштрелиц с возведением дворцовой церкви, переоборудование оранжереи и строительство многочисленных зданий общественного назначения (Нойштрелицкая ратуша) в классицистском и неоготическом стилях (Каролинский дворец). Помимо этого при Георге был отреставрирован целый ряд старинных зданий, например, церковь Святой Марии в Нойбранденбурге, которая была фактически спасена от окончательного уничтожения. Признанный эстет, Георг общался и состоял в переписке со знаменитостями в мире литературы и искусства своего времени, например, с Гёте.
В политике он придерживался в молодости прогрессивных взглядов, но с возрастом всё больше тяготел к реакции. Он был решительным противником любых либеральных процессов в Мекленбурге во время революции 1848 года, препятствовал переходу Мекленбурга к современному конституционному устройству и Фрейенвальдским судебным решением поставил крест на реформах, начавшихся в 1848—1849 годах в Шверинской части Мекленбурга. В значительной мере это объяснялось стремлениями Георга сохранить самостоятельность своего маленького великого герцогства Мекленбург-Стрелиц. Возврат к старым устоям и удержание обеих частей Мекленбурга на уровне позднефеодального сословного государства в последующие десятилетия было следствием политики Георга. Великий герцог пользовался у населения большим уважением за то, что проводил политику реальной помощи и проявлял любовь к ближнему.
Когда Георг умер в 1860 году, герцогство погрузилось в траур. Жители Мекленбург-Стрелица выступили с инициативой поставить великому герцогу памятник. Из собранных народных средств на Рыночной площади Нойштрелица была установлена бронзовая статуя герцога Георга. После демонтажа во времена ГДР статуя теперь возвращена городу на бывшую Парадную площадь перед дворцовой церковью.

## Семья
6 ноября 1816 года он, как наследник отца, вступил в права великого герцога. В 1817 году Георг женился на принцессе Марии Гессен-Кассельской. В браке родилось четверо детей:
- Луиза (1818—1842)
- Фридрих Вильгельм (1819—1904), великий герцог Мекленбург-Стрелица
- Каролина Шарлотта Марианна (1821—1876), замужем за кронпринцем Дании Фредериком (развод)
- Георг (1824—1876), женат на Екатерине Михайловне (1827—1894)